# Hewadżra

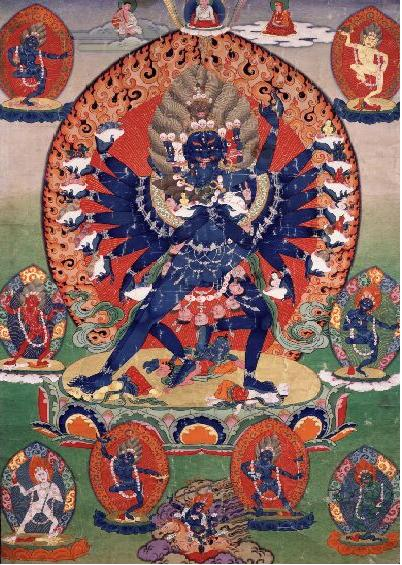
Hewadżra i Nairatmja

Hewadżra (tyb. ཀྱེ་རྡོ་རྗེ་, Kje(ba) dorże; chiń. 喜金刚, Xǐ jīngāng; mong. Kevajra) – bóstwo będące jednym z jidamów.
Bóstwo to czczone było w Tybecie, Mongolii, Kambodży i Tajlandii. Nigdy nie rozwinął się jego kult w Indiach, Chinach, Korei i Japonii. Być może w Indiach był czczony w sekcie tantrycznej, ale nie ma jego żadnego indyjskiego wyobrażenia.
Zwykle jest przedstawiany w pozie tanecznej. Posiada cztery nogi (w statuetkach zwykle połączonych w pary), osiem głów (czasem ich liczba jest zredukowana do siedmiu) i szesnaście ramion. Jedynie rzeźby w Angkorze przedstawiają Hewadżrę w nietanecznych pozach.
Jego szesnaście ramion trzyma przeróżne ozdoby, zwykle z kubeczkiem, wszystkie o charakterze tantrycznym. Kubeczki czasem nie zawierają atrybutów, ale przedstawienia zwierząt (w prawych dłoniach) i bóstw (w lewych dłoniach). Stopy umieszczone są na ludzkich ciałach. Tylko w Tajlandii niektóre statuy tego bóstwa mają dwie nogi, choć jest możliwe, że dodatkowa para nóg została połączona z nogami głównymi. Podobnie jest i w Kambodży, gdzie na stelach czasem wyobrażenia Hewadżry mają dwie nogi i tylko pięć głów.
Jego ciało jest niebieskie, a głowy mają różne kolory. Czasem przedstawiany jest samotnie, jednak zwykle w pozie jab-jum ze swoją Śakti Nairatmją, która w prawej ręce trzyma topór. Jej zadaniem jest odcięcie egoizmu.
Jego osobowość nie została czysto zdefiniowana, a jego kult, chociaż formalnie dość popularny, pozostaje raczej mało znany.